# Robert Kämmerer (Politiker)
Theodor Hermann Robert Kämmerer (* 23. Dezember 1877 in Schernberg; † 5. September 1914 (gefallen) vor Paris) war ein deutscher Bürgermeister und Politiker.

## Leben
Kämmerer war der Sohn des Landwirts Robert Eduard Oscar Kämmerer und dessen Ehefrau Henriette Marie Christine Albine (genannt Alwine) geborene Wenkel. Er war evangelisch-lutherisch und blieb unverheiratet.
Kämmerer besuchte von 1890 bis 1897 das Gymnasium in Sondershausen und legte dort am 26. März 1897 das Abitur ab. Danach studierte er Rechtswissenschaften und bestand im November 1906 das zweite Staatsexamen. Er wurde zunächst Hilfsrichter am Amtsgericht Sondershausen.
Vom 25. Februar 1907 bis zum 6. August 1907 war er als Gerichtsassessor auf Beschluss des Gemeinderates mit der vertretungsweisen Verwaltung der Bürgermeisterstelle von Sondershausen beauftragt. Am 23. Juli 1907 wurde er einstimmig als Bürgermeister gewählt und am 6. August 1907 vereidigt. Ab dem 21. August 1910 trug er den Titel Oberbürgermeister. Er war Vorsitzender des Kirchenvorstands der Evangelisch-lutherischen Gemeinde Sondershausen und des Tierschutzvereins in Sondershausen.
Er war Leutnant der Reserve im 6. Thüringischen Regiment Nr. 95. 1914 wurde er im Ersten Weltkrieg zum Kriegsdienst eingezogen und fiel als Oberleutnant der Reserve und Adjutant im Infanterieregiment Nr. 82.
Vom 16. September 1912 bis zum zu seinem Tod am 5. September 1914 war er Abgeordneter im Landtag des Fürstentums Schwarzburg-Sondershausen.